# Đào Khản
Đào Khản (chữ Hán: 陶侃, 259 – 334), tự Sĩ Hành, người Bà Dương  hay Tầm Dương, là danh tướng nhà Đông Tấn trong lịch sử Trung Quốc.

## Thiếu thời
Cha của Đào Khản là Dương Vũ tướng quân Đào Đan nhà Đông Ngô thời Tam Quốc, mất sớm. Gia cảnh nghèo nàn, sinh kế của cả nhà đều phải dựa vào việc may vá của mẹ ông là Trạm thị. Nguyên quán của Đào Khản ở Bà Dương, sau khi Đông Ngô diệt vong thì chuyển về Tầm Dương, Lư Giang.
Ban đầu Đào Khản làm Ngư Lương lại ở huyện, sau nhờ Hiếu liêm Phạm Quỳ tiến cử, thái thú Lư Giang là Trương Quỳ triệu ông đến nhận chức Đốc bưu, Tung Dương huyện lệnh. Đào Khản làm việc đắc lực, nên được dời sang làm chủ bộ, về sau còn được Trương Quỳ tiến cử làm Hiếu liêm.
Vào khoảng năm Nguyên Khang thứ 6 (296) nhà Tây Tấn, Đào Khản đến Lạc Dương. Ban đầu, ông đến cầu kiến Tư không Trương Hoa, nhưng ông ta thấy Đào Khản là người lạ từ xa đến nên không muốn gặp. Sau nhiều lần bị từ chối mà Đào Khản vẫn không tỏ chút bất bình, Trương Hoa lấy làm lạ, cho ông làm Lang Trung. Phục Ba tướng quân Tôn Tú triệu ông làm xá nhân. Có một lần người cùng châu là Dự Chương quốc Lang trung lệnh Dương Trác cho ông ngồi cùng xe đến gặp Trung thư lang Cố Vinh, giữa đường gặp Lại bộ lang Ôn Nhã, Ôn Nhã hỏi: "Sao ngài lại ngồi cùng xe với kẻ tiểu nhân này?" Danh sĩ Nhạc Quảng muốn gặp sĩ nhân ở Kinh, Tương, có người tiến cử Đào Khản, việc này chịu rất nhiều dị nghị của mọi người.
Đào Khản ý thức rất rõ, chính trị ở Lạc Dương là chính trị của cao môn sĩ tộc, xuất thân hàn môn như ông rất khó chen chân vào. Đào Khản ở Lạc Dương 5, 6 năm thì Loạn bát vương lên đến cao trào, Triệu vương Tư Mã Luân tiếm vị, sĩ tộc Giang Đông nối nhau hồi hương tị nạn, Đào Khản cũng chuẩn bị nam hạ. Nhờ bạn bè tiến cử, ông được bổ nhiệm là Vũ Cương huyện lệnh. Nhưng ông cùng Lư Giang thái thú Lữ Nhạc có bất đồng, nên ông bỏ quan về nhà, sau đó lại nhận chức Tiểu trung chính ở quận.

## Dẹp loạn Trương Xương
Cuối nhà Tây Tấn, nhân dân một dải Tần, Ung vì thiên tai và chiến loạn, chạy đến khu vực Lương, Ích kiếm ăn. Năm Vĩnh Ninh đầu tiên (301), lưu dân không chịu được sự áp bức của quan viên địa phương, nổi dậy ở Ích Châu. Triều đình lấy quân Kinh Châu đến tiến hành đàn áp, quân Kinh Châu không chịu viễn chinh, tụ tập khởi nghĩa. Năm Thái An thứ 2 (303), người Man ở Nghĩa Dương là Trương Xương khởi nghĩa ở Giang Hạ, công phá thành Giang Hạ, trong vòng một tuần trăng, tập họp được 3 vạn người.
Triều đình chuyển Ninh Sóc tướng quân Lưu Hoằng làm Sứ trì tiết, Nam Man hiệu úy, Kinh Châu thứ sử, để thảo phạt Trương Xương. Lưu Hoằng lập tức cho Đào Khản làm Nam Man trưởng sử, phái ông làm tiên phong đi trước đến Tương Dương, sau đó là Cánh Lăng  ..., đại phá Trương Xương, chém đầu mấy vạn, thu hàng hơn vạn người, bộ chúng của Trương Xương tan rã, đến năm sau thì ông ta và dư đảng đều bị tiêu diệt.
Lưu Hoằng cảm thán với Đào Khản rằng: "Ta trước đây làm tham quân cho Dương công. Bây giờ xem ra ông sẽ tiếp bước lão phu đấy!" Luận công, Đào Khản được phong Đông Hương hầu.

## Dẹp loạn Trần Mẫn
Hữu tướng quân Trần Mẫn thấy phương bắc đại loạn, triều đình không thể khống chế Giang Đông, bèn khởi binh ở Lịch Dương, tự xưng Sở công, đuổi đi thứ sử Lưu Nghi và quan viên Dương Châu, sai em trai Trần Khôi tấn công Vũ Xương. Lưu Hoằng đưa Đào Khản lên làm Giang Hạ thái thú, gia chức Ưng Dương tướng quân, lĩnh binh chống lại. Tùy quận nội sử Hỗ Hoàn tố cáo Đào Khản và Trần Mẫn là người cùng quận, được cử làm lại cùng năm, có thể sẽ làm phản về với Trần Mẫn. Nhưng Lưu Hoằng vẫn tín nhiệm Đào Khản.
Đào Khản biết được chuyện đó bèn phái con trai Đào Hồng và cháu trai Đào Trăn đển chỗ Lưu Hoằng để bày tỏ lòng trung của mình. Lưu Hoằng gia phong Đào Khản làm đốc hộ, mệnh cho ông và bộ chúng đồng lòng đánh giặc. Đào Khản cuối cùng đã lấy thuyền hàng làm thuyền chiến đánh bại Trần Khôi.
Năm Quang Hi đầu tiên (306), Lưu Hoằng bệnh mất. Đào Khản vì mẹ mất nên cũng rời chức.

## Đi theo Lang Da
Chịu tang xong, Đào Khản nhận làm tham quân, đốc hộ Giang Châu chư quân sự cho Đông Hải vương Tư Mã Việt. Sau đó, thân tín của Tư Mã Việt là Giang Châu thứ sử Hoa Dật cho ông làm Dương Vũ tướng quân, soái 3000 binh đóng ở Hạ Khẩu. Cháu trai Đào Trăn của ông làm tham quân cho Hoa Dật.
Khi ấy một bộ hạ khác của Tư Mã Việt là Lang Da vương Tư Mã Duệ đã chiếm cứ một dải hạ du Dương Châu. Năm Vĩnh Gia thứ 5 (311), Tư Mã Duệ phái Vương Đôn soái bọn Cam Trác, Chu Phóng,... đưa quân đến Giang Châu. Hoa Dật tự nhận mình chỉ chịu sự sai khiến của triều đình ở Lạc Dương, không tuân theo hiệu mệnh của Tư Mã Duệ. Đào Trăn sợ hãi, giả bệnh trốn về, nói với Đào Khản: "Hoa Ngạn Hạ (tên tự của Dật) có cái chí lo thiên hạ, mà tài lại không đủ, ông ta bất hòa với Lang Da, khó mà giúp được." Đào Khản cả giận, bắt Trăn trở về với Hoa Dật.
Nhưng Đào Trăn lại chạy luôn đến chỗ Tư Mã Duệ, Duệ vui vẻ cho Trăn làm tham quân, gia phong Đào Khản làm Phấn Uy tướng quân, ban cho 1 cỗ xe có lọng, 1 bộ nhạc Cổ Xuy, khiến cho Đào Khản tuyệt giao với Hoa Dật. Hoa Dật bị cô lập, thua chạy rồi bị giết. Đào Khản được thăng làm Long Tương tướng quân, Vũ Xương thái thú.
Bấy giờ cả nước loạn lạc, rất nhiều người Di trên núi chuyển sang làm đạo tặc cướp bóc thuyền bè trên Trường Giang, vì thế Đào Khản mệnh cho bộ tướng ngụy trang làm thuyền buôn, quả nhiên thành công, qua đó phát hiện thì ra là bộ hạ của Tây Dương vương Tư Mã Dạng. Đào Khản lập tức đòi Tư Mã Dạng giao ra bọn đạo tặc, Tư Mã Dạng đành phải trói hơn 20 tên bộ hạ đưa đến chỗ Đào Khản để xử tử.

## Dẹp loạn Đỗ Thao
Năm Vĩnh Gia thứ 5 (311), đại bộ phận thượng du 2 châu Kinh, Tương do Đỗ Thao soái lĩnh nghĩa quân xuất thân là lưu dân chiếm cứ. Năm sau Vương Đôn cho Đào Khản chỉ huy Chu Phóng, Triệu Dụ,... tiến đánh Đỗ Thao. Thứ sử Kinh Châu là Chu Nghĩ bị vây khốn ở thành Tầm Thủy, Đào Khản cho bộ tướng Chu Tứ đến cứu, Đỗ Thao lui về Linh Khẩu.
Đào Khản nói với chư tướng, Đỗ Thao chắc sẽ theo đường bộ đến tập kích Vũ Xương, vì vậy phải hành quân suốt 3 ngày đêm cho kịp, các tướng có thể nhịn đói đánh giặc được không? Ngô Ký đáp: "Nếu muốn thì 10 ngày cũng có thể chịu được, ban ngày đánh giặc, ban đêm mò cá, là đủ no rồi!" Đào Khản khen: "Khanh quả là kiện tướng." Đào Khản đến Vũ Xương bố trí mai phục, quả nhiên Đỗ Thao đến đánh, bọn Chu Tứ hết sức chiến đấu, đánh cho Đỗ Thao đại bại chạy về Trường Sa.
Vương Đôn nhận tin thắng lợi thì nói: "Không có Đào hầu, thì mất Kinh Châu rồi!" và bái Đào Khản làm Sứ trì tiết, Ninh viễn tướng quân, Nam Man hiệu úy, Kinh Châu thứ sử, lĩnh các quận Tây Dương, Giang Hạ, Vũ Xương, trước sau đóng quân ở Độn Khẩu và Miện Giang. Lời dự ngôn của Lưu Hoằng 10 năm trước đã trở thành sự thật.
Nhưng đến năm Kiến Hưng đầu tiên (313), tham quân Vương Cống cùng Đỗ Tằng làm phản, tập kích Đào Khản, khiến ông đại bại. Đôi bên tái chiến ở Thạch Thành, Đào Khản lại thất bại, phải lui về Vân Trung, nhưng bộ tướng Trương Dịch mưu đồ làm phản, bèn khuyên Đào Khản dừng lại nghênh chiến để tránh cho mọi người không hoảng loạn. Đào Khản đóng quân lại nên một lần nữa bị thất bại, thuyền hạm của ông bị quân giặc móc chặt giữ lại, may mà Đào Khản kịp nhảy lên một con thuyền nhỏ, bộ tướng Chu Tứ hết sức chiến đấu mới thoát được. Sau trận chiến này, Đào Khản bị miễn quan, nhưng Vương Đôn dâng biểu xin cho Đào Khản được "bạch y lĩnh chức", tiếp tục tham gia bình loạn.
Sau đó Đào Khản soái lĩnh bọn Chu Phóng tiến quân đến Tương Thành, phái đô úy Dương Cử đánh phá Đỗ Thao rồi đóng quân ở phía tây thành, Vương Đôn dựa vào trận này đã dâng tấu xin khôi phục tước vị cho Đào Khản.
Vương Chân lĩnh 3000 binh ra sông Vũ Lăng, dụ dỗ người Di ở Ngũ Khê phái binh đến giúp rồi tấn công Vũ Xương, Đào Khản phái Trịnh Phàn và Đào Duyên nhân đêm tối đến giữ Ba Lăng, công kì bất bị mà đại phá Vương Chân, Vương Chân trở về Tương Thành.
Đỗ Thao hoài nghi và giết chết Trương Dịch, khiến cho bộ chúng hoảng sợ, nhiều người ra hàng Đào Khản. Ông ở trước trận khuyên hàng được Vương Chân, Đỗ Thao thua chạy. Đào Khản tiến quân đến Trường Sa, bắt được tướng địch Mao Bảo, Cao Bảo, Lương Kham,... Năm Kiến Hưng thứ 3 (315), khởi nghĩa Đỗ Thao cuối cùng cũng bị đàn áp.

## An định phương nam
Bấy giờ thượng du Trường Giang đã nằm dưới sự khống chế của Vương Đôn. Đào Khản muốn trở về Giang Lăng từ biệt Vương Đôn, nhưng bọn Chu Tứ hết sức can ngăn, e ngại Vương Đôn sẽ trừ ông khi không còn cần dùng nữa, nhưng Đào Khản không nghe.
Quả nhiên Vương Đôn giữ ông lại không cho rời đi, chuyển ông sang làm Thứ sử Quảng Châu, Bình Việt trung lang tướng, lấy em họ Vương Dị làm Thứ sử Kinh Châu. Bộ tướng của Đào Khản yêu cầu giữ lại chức vụ cho ông, nhưng Vương Đôn cự tuyệt. Họ bèn khởi binh, bọn Trịnh Phàn, Mã Tuấn nhân đó muốn đón Đỗ Tằng đến chống lại Vương Dị. Vương Đôn cho rằng đó là ý chỉ của Đào Khản nên muốn giết ông, nhưng không quyết đoán được. Mai Đào, Trần Ban nhắc nhở Vương Đôn rằng thông gia Chu Phóng của Đào Khản đang đóng quân ở Dự Chương, nếu Đào Khản bị giết, Chu Phóng sẽ không chịu bỏ qua. Vương Đôn mới thay đổi chủ ý, bày tiệc tiễn ông lên đường. Đào Khản rời đi ngay trong đêm, đến Dự Chương, gặp Chu Phóng, không cầm được nước mắt đầy mặt, nói: "Không có ông ở ngoài, tôi đã không xong rồi!"
Đào Khản tiến vào Quảng Châu, gặp dư đảng của Đỗ Thao là Đỗ Hoằng và Ôn Thiệu. Đỗ Hoằng trá hàng, bị Đào Khản nhận ra, bày binh đặt trận, phá tan Đỗ Hoằng. Chư tướng xin tấn công Ôn Thiệu, Đào Khản cười nói: "Uy danh ta đã có, sao phải dùng binh, chỉ cần một phong thư là đủ rồi!" Ôn Thiệu nhận thư liền bỏ trốn.
Năm Vĩnh Xương nguyên niên (322), Vương Đôn lấy danh nghĩa thảo phạt Lưu Quỹ, Điêu Hiệp, để cử binh, triều đình phong Đào Khản làm Giang Châu thứ sử, không lâu lại chuyển sang làm đô đốc, Tương Châu thứ sử, ông liền phái Cao Bảo lĩnh binh chống lại Vương Đôn. Nhưng cùng năm, Vương Đôn công phá Kiến Khang, nắm lấy triều chính, Đào Khản được đổi về chức cũ, gia phong Tán kỵ thường thị.
Năm 322 Giao Châu thứ sử Vương Lượng bị quân Khởi nghĩa Lương Thạc vây khốn ở Long Biên, Đào Khản phái Cao Bảo đến cứu. Năm sau (323), Long Biên bị phá, Vương Lượng bị giết, Lương Thạc 梁硕 xưng làm Giao châu thứ sử. Cao Bảo đến bình định cuộc nổi loạn. Đào Khản được nhận thêm chức Thứ sử Giao Châu, nhờ công được tiến vị làm Chinh Nam đại tướng quân, Khai phủ Nghi đồng tam tư.

## Quay lại Kinh Châu
Năm Thái Ninh thứ 2 (324), Vương Đôn chết, Đào Khản dời sang làm đô đốc Kinh, Ung, Ích, Lương Châu chư quân sự, giữ chức cũ và lĩnh thêm Nam Man hiệu úy, Chinh Tây đại tướng quân, Kinh Châu thứ sử. Nhân dân Kinh Châu nghe tin Đào Khản quay lại đều hoan hô chào đón.
Đào Khản trị Kinh Châu, chịu ảnh hưởng của Dương Hỗ và Lưu Hoằng, rất xem trọng việc ổn định xã hội và phát triển nông nghiệp, sinh sản. Tấn thư chép từ Nam Lăng đến Bạch Đế trong khoảng mấy ngàn dặm, trên đường người không nhặt của rơi. Lời này có phần khoa trương nhưng cũng không sai sự thật lắm.
Đào Khản đóng quân ở Vũ Xương, không ít người muốn đưa quân đến Chu Thành ở Giang Bắc để giữ, Đào Khản không đáp lại. Mọi người cứ nói mãi, thì ông bỏ đi câu cá, săn bắn. Có dịp cùng chư tướng quan sát hình thế, Đào Khản mới phân tích rằng Chu Thành tách biệt ở bờ bắc, trong không có chỗ dựa, ngoài gặp phải giặc cướp; có phái binh đến giữ cũng chẳng ích gì cho Giang Nam, Trường Giang đủ hiểm trở để ngăn giặc rồi!
Về sau Dữu Lượng làm Kinh Châu thứ sử, phái hàng vạn binh đến đóng ở Chu Thành. Năm Hàm Khang thứ 5 (339), Hậu Triệu đưa quân đến đánh, Chu Thành bị cô lập, thành vỡ binh bại, tổn thất nặng nề.

## Dẹp loạn Tô Tuấn
Năm Hàm Hòa thứ 2 (327), Tô Tuấn khởi binh làm loạn. Năm sau (328), Tô Tuấn chiếm được kinh thành Kiến Khang, con trai Đào Khản là Đào Chiêm bị giết. Bình Nam tướng quân Ôn Kiệu phái người đến Kinh Châu mời Đào Khản cần vương. Nhưng Đào Khản vì không được làm cố mệnh đại thần cho Thành Đế nên không hài lòng, lấy lý do "tướng ngoài biên cương, không dám vượt chức" để cự tuyệt. Về sau Ôn Kiệu nhiều lần khuyên giải Đào Khản mới nhận lời, phái Đô hộ Cung Đăng lĩnh binh đến giúp. Nhưng sau khi tuyên bố tội trạng của Tô Tuấn, Đào Khản lại đổi ý, đuổi theo gọi Cung Đăng trở về. Ôn Kiệu lại viết thư cho Đào Khản, nội dung khẩn thiết, hết sức bày tỏ lợi hại, còn dùng cái chết của Đào Chiếm để khích động Đào Khản; đồng thời Vương Khiên Kỳ và vợ ông Cung thị cũng khuyên giải. Cuối cùng, Đào Khản mới quyết định thảo phạt Tô Tuấn, phát tang cho Đào Chiêm rồi tự mình soái quân đến Thạch Đầu gặp Ôn Kiệu.
Khi ấy Dữu Lượng đang ở Thạch Đầu. Có người nói Đào Khản muốn giết Dữu Lượng, vì Dữu Lượng chịu trách nhiệm chính trong việc Tô Tuấn tạo phản, vả lại nhiều người nói rằng Đào Khản không được làm cố mệnh đại thần là do Dữu Lượng. Dữu Lượng rất sợ hãi, bèn làm theo kế của Ôn Kiệu, vừa gặp mặt đã vái chào Đào Khản. Đào Khản kinh ngạc nói: "Dữu Nguyên Quý sao lại vái chào Đào Sĩ Hành!" Vì Đào Khản nắm giữ trọng binh Kinh Châu, nên được mọi người đề cử làm minh chủ.
Tháng 5, chư quân cần vương tấn công Kiến Khang. Đào Khản cho rằng quân đội của Tô Tuấn đều là lưu dân phương bắc, kiêu dũng thiện chiến, khí thế lại đang thịnh, không nên vội đánh. Nhưng mọi người đều muốn 1 trận đánh bại quân giặc, kết thúc chiến sự. Dữu Lượng soái quân tấn công Tô Tuấn bị thất bại, phải dâng roi ngựa để tạ tội với Đào Khản. Ông chỉ nhẹ nhàng nhắc nhở Dữu Lượng đã thất bại 2 lần, không nên sai lầm nữa. Ôn Kiệu giằng co với Tô Tuấn không có tiến triển, trong quân hết lương, cho người đến vay Đào Khản. Ông căm phẫn chư quân khinh địch xuất quân, không muốn cho mượn lương, còn muốn rút quân về Kinh Châu. Mao Bảo khuyên ngăn, Đào Khản mới đổi ý, cấp cho Ôn Kiệu 5 vạn thạch lương. Không lâu sau, Mao Bảo thiêu hủy nơi chứa lương của Tô Tuấn ở Cú Dung và Hồ Thục, khiến cho phản quân rơi vào nguy cơ thiếu lương.
Đào Khản lắng nghe kiến nghị của mọi người, cho Si Giám từ Quảng Lăng vượt sông đến giữ Kinh Khẩu, đông tây giáp kích Tô Tuấn. Bộ tướng của Si Giám là Lý Căn kiến nghị đắp lũy Bạch Thạch ở Tra Phổ, Đào Khản nghe theo, lập tức cho xây dựng, chỉ một đêm là xong, khiến quân Tô Tuấn kinh sợ.
Khi bộ tướng của Tô Tuấn là Trương Kiện, Hàn Hoảng tấn công lũy Đại Nghiệp do Quách Mặc trấn giữ, Đào Khản muốn đến cứu, nhưng trưởng sử Ân Tiện cho quân Kinh Châu quen thủy chiến mà kém bộ chiến, không bằng cứ tấn công thành Thạch Đầu, nếu thành công cũng là giải vây cho Đại Nghiệp. Đào Khản lĩnh thủy binh tấn công Thạch Đầu, còn Dữu Lượng, Ôn Kiệu và Triệu Dận lĩnh hàng vạn binh từ lũy Bạch Thạch áp sát Kiến Khang. Tô Tuấn phái Khuông Hiếu đánh bại Triệu Dận, vì vậy Tô Tuấn đắc thắng, rời khỏi đại quân, chỉ đưa một ít kỵ binh lên phía bắc tập kích quân cần vương, đến gò Đông Bạch, phía đông Đông Lăng, chẳng may ngựa bị vấp, ngã ra bị giết.
Bộ chúng của Tô Tuấn nghe tin ông ta tử trận thì tan rã, Đào Khản cùng chư quân nhờ vậy mà tấn công thành Thạch Đầu thuận lợi, đến năm sau thì tiêu diệt và thu hàng hoàn toàn tàn dư thế lực của Tô Tuấn.

## Tiến vị tam công
Đào Khản nhờ công được thăng làm Thị trung, Thái úy, đô đốc Giang, Quảng, Ninh, Kinh, Tương, Ung, Lương 7 châu chư quân sự, Trường Sa quận công, vẫn đóng quân ở Kinh Châu.
Tháng 12 năm Hàm Hòa thứ 4 (329), Hậu tướng quân Quách Mặc giả xưng chiếu mệnh giết thứ sử Giang Châu là Lưu Dận. Thừa tướng Vương Đạo sợ Quách Mặc kiêu dũng không chế ngự nổi, đành chấp nhận sự đã rồi, còn để ông ta nhậm chức thứ sử Giang Châu. Nhưng Đào Khản lập tức động quân, rồi dâng thư lên triều đình xin thảo phạt. Năm sau, Quách Mặc cùng quân đội của Đào Khản giao chiến, nhưng bất lợi, đành cố thủ trong thành Tầm Dương. Sau đó đại quân của Đào Khản tập hợp đầy đủ, đối địch được 2 tháng thì bộ tướng Tống Hầu của Quách Mặc trói 5 cha con ông ta và Trương Sửu ra hàng, Đào Khản đem bọn Quách Mặc ra chém đầu. Đào Khản được gia phong đô đốc Giang Châu, lĩnh chức thứ sử, được phép bố trí quan viên.
Quách Mặc từng nhiều lần cùng vua Hậu Triệu là Thạch Lặc giao chiến, nên Thạch Lặc e ngại sự hung hãn của ông ta, nhưng nghe tin Đào Khản gươm không vấy máu đã bắt được Quách Mặc, Thạch Lặc lại càng e ngại. Bộ tướng của Tô Tuấn là Phùng Thiết giết chết con trai Đào Chiêm của Đào Khản, về sau đến hàng Thạch Lặc, Thạch Lặc dùng ông ta làm biên tướng. Đào Khản bèn nói với Thạch Lặc việc Phùng Thiết giết Đào Chiêm, Thạch Lặc lập tức giết Phùng Thiết.
Năm Hàm Hòa thứ 7 (332), Đào Khản phái con trai Đào Bân và Nam trung lang tướng Hoàn Tuyên đánh bại tướng Hậu Triệu là Quách Kính ở Phàn Thành; phái Đào Trăn và Cánh Lăng thái thú Lý Dương công phá Tân Dã, giành lại Tương Dương. Đào Khản được phong Đại tướng quân, được mang kiếm lên điện, vào triều không phải rảo bước, vái lạy không phải xưng tên, Đào Khản từ chối. Những năm cuối đời, Đào Khản không muốn nắm quyền trong triều, nhiều lần dâng thư xin về nghỉ.
Năm Hàm Hòa thứ 9 (334), Đào Khản nhân bệnh nặng dâng biểu cáo lão về quê, đem mọi việc giao cho Hữu tư mã Vương Khiên Kỳ, rồi lên thuyền đến Trường Sa. Ngày hôm sau ông mất trong thuyền ở Phàn Khê, thọ 76 tuổi, được ban thụy là Hoàn.

## Đặc trưng tính cách
Sử cũ chép Đào Khản tính tình thông tuệ mẫn tiệp, làm việc siêng năng, cung kính lễ phép, thích bình phẩm nhân vật. Ông cầm binh ở ngoài, công việc rất nhiều nhưng không có sơ sót gì; mỗi khi có thư tín công văn đều tự mình phúc đáp, đặt bút là như nước chảy, không chút ngập ngừng. Đào Khản tiếp đãi hay tiễn đưa khách khứa đều rất nồng hậu, trước cửa luôn có người đến thăm.
Ông thường nói với mọi người: "Đại Vũ là thánh nhân, mà còn phải trân trọng thời gian, thì chúng ta là người bình thường, càng phải trân trọng từng phân từng khắc, nếu cứ ca hát rượu chè, chẳng có ích gì cho xã hội, chết rồi không được ai nhớ đến. Đấy là tự mình bỏ phế chính mình." Những thủ hạ vì chơi bời mà phạm sai lầm, Đào Khản ra lệnh thu lấy các dụng cụ đánh bạc uống rượu của họ, ném cả xuống sông, có người còn bị phạt roi. Có người đến tặng quà, ông nhất định hỏi rõ nguyên nhân, nếu đáng nhận thì vui vẻ nhận lấy; nếu không thì trách mắng nghiêm khắc rồi trả lại.
Khi Đào Khản còn ở quận Lư Giang, vợ của thái thú Trương Quỳ có bệnh, ông đi xa hàng trăm dặm để đón thầy thuốc, khi ấy trời đổ tuyết lớn, đồng liêu đều khâm phục nghĩa khí của ông.
Đào Khản ở Quảng Châu nhàn hạ hơn 10 năm. Hằng ngày ông chuyển trăm viên gạch ra khỏi nhà, chiều tối lại đưa vào. Có người hỏi, Đào Khản đáp: "Tôi muốn tận trí lực vì Trung Nguyên, nếu nhàn rỗi quá, sợ sau này không kham được việc nữa!" bấy giờ người ta gọi Đào Khản là "Vận bích ông".
Đào Khản trị Kinh Châu, có lần ra ngoài lấy một người cầm vài cây lúa non, liền hỏi: "Dùng cái này để làm gì?" Người ấy đáp: "Trên đường nhìn thấy, tiện tay hái chơi." Ông cả giận: "Ngươi đã không trồng, còn phá hoại của người ta." Rồi cho bắt lấy người ấy, phạt roi.
Đào Khản từng chủ trì việc đóng thuyền, mệnh đem tất cả vỏ gỗ và đầu trúc giữ cả lại. Mọi người không biết để làm gì. Một hôm trời đổ tuyết lớn, trước cửa phủ quan lầy lội vì tuyết, vỏ gỗ được đem ra rải trên mặt đất, nên mọi người đi lại dễ dàng. Hơn 10 năm sau, Kinh Châu thứ sử Hoàn Ôn đóng thuyền đi đánh Thành Hán, lại đem những đầu trúc mà Đào Khản dành lại ra làm đanh để nêm thuyền.
Đào Khản đóng quân ở Vũ Xương. Vũ Xương có nhiều danh sĩ như Ân Hạo, Dữu Dực,... Đào Khản thường cùng họ uống rượu đàm luận, khi rượu đến lúc nồng thì ông đều không uống nữa. Bọn Ân Hạo cố nài nhưng ông kiên quyết từ chối.
Đào Khản tính tỉ mỉ cẩn thận, thích điều tra hỏi han như Kinh Triệu doãn Triệu Quảng Hán thời Tây Hán. Ông từng lệnh cho các quân doanh trồng liễu, đô đốc Hạ Thi trộm về trồng trước cửa nhà. Đào Khản nhìn thấy, dừng xe hỏi: "Đây là liễu trước cửa tây Vũ Xương, sao nhà ngươi lại trộm đến đây?" Hạ Thi hoảng sợ tạ tội.
Trước khi rời chức vụ, Đào Khản đem toàn bộ quân tư, khí trượng, trâu ngựa,... ghi chép tỉ mỉ rồi chuyển vào kho bãi, cho người niêm phong lại, tự mình bảo quản chìa khóa để giao tận tay người kế nhiệm Vương Khiên Kỳ. Việc làm này được trong triều ngoài cõi hết lời khen ngợi.

## Đánh giá
Thượng thư Mai Đào nhà Đông Tấn nói: "Đào công thần cơ sáng suốt như Ngụy Vũ, trung thuận cần lao như Khổng Minh, những người như Lục Kháng không thể bằng được." Danh thần Tạ An nhà Đông Tấn nói: "Đào công tuy dụng pháp, bên trong cũng có tình người." Có thể thấy người thời bấy giờ kính trọng Đào Khản như thế nào!
Đào Khản làm quan cần kiệm liêm khiết, làm tướng minh triết quyết đoán, đóng góp to lớn vào sự nghiệp ổn định, bảo vệ nhà Đông Tấn non trẻ trước nội loạn, ngoại xâm.

## Dật sự
Đào Khản từng nằm mơ, thấy mình mọc ra 8 cánh, rồi bay lên trời, qua khỏi 9 tầng cửa trời, đến tầng cửa cuối cùng thì gặp cản trở, bị người giữ cửa dùng gậy đánh rơi trở lại mặt đất, những cánh bên trái đều bị gãy. Sau khi tỉnh lại thấy vai trái đau ê ẩm.
Lại có thầy tướng nổi tiếng Sư Khuê nói với Đào Khản, trong lòng bàn tay trái của ông có đường chỉ nằm thẳng, ngày sau làm đến tước công, cực kỳ tôn quý. Đào Khản lấy kim đâm vào bàn tay, vẫy máu lên tường, máu chảy xuống tạo thành chữ "công"; ông dùng giấy bọc bàn tay lại, máu thấm vào giấy lại hiện ra chữ "công".
Về sau quả nhiên Đào Khản làm đô đốc 8 châu, tiến vị tam công, ngồi giữ thượng du Trường Giang, mỗi khi nghĩ đến việc tranh giành quyền lực thì lại nhớ đến giấc mơ gãy cánh, lập tức từ bỏ ý định.

## Gia đình

### Cha mẹ
Cha của Đào Khản là Dương Vũ tướng quân Đào Đan nhà Đông Ngô, mất sớm.
Mẹ là Trạm thị, thiếp của Đào Đan, sinh kế của cả nhà đều dựa vào việc máy vá của Trạm thị. Tấn thư, Liệt nữ truyện kể rằng:
- Khi Đào Khản còn làm Ngư Lương lại, coi sóc ngành cá ở huyện, gởi ít cá về nhà cho mẹ. Trạm thị gói trả lại, còn viết thư trách mắng: "Ngươi làm lại, đem của công về cho ta, chẳng giúp gì cho ta, chỉ khiến ta thêm lo lắng!"
- Gặp lúc trời đổ tuyết lớn, Hiếu liêm Phạm Quỳ nghỉ lại ở nhà Đào Khản, trong nhà không có gì đãi khách, Trạm thị cắt tóc đổi rượu. Hôm sau, Đào Khản tiễn Phạm Quỳ hơn trăm dặm đường. Phạm Quỳ rất cảm động, cho rằng có mẹ như vậy mới có con trai như thế này, hết lời nói tốt cho Đào Khản với Lư Giang thái thú Trương Quỳ.

### Con trai
Đào Khản có 17 con trai, tên tuổi của họ không được sử chép đầy đủ.
- Đào Hồng, làm Thừa tướng duyện, mất sớm.
- Đào Chiêm, làm quan đến Tán kị thường thị. Bị Tô Tuấn sát hại, sau được đặt thụy là Mẫn Điệu thế tử.
- Đào Hạ, sau khi Đào Chiêm chết được kế vị Đào Khản, sau khi Đào Khản chết đưa linh cữu đến Trường Sa; cùng Đào Bân và Đào Xưng nắm mấy ngàn binh, về sau nhân Đào Bân đi trước vào Trường Sa cướp mất tài vật xe cộ mà sát hại anh ta, bị Dữu Lượng dâng biểu xin trừng trị, nhưng Đào Hạ không lâu sau bệnh mất.
- Đào Kì (琦), làm Tư không duyện.
- Đào Kì (旗), tính tình rất hung bạo, làm quan đến Tán kị thường thị, được phong Sâm huyện Khai quốc bá.
- Đào Bân, Thượng thư lang, về sau bị anh trai Đào Hạ giết chết.
- Đào Xưng, tính tình hung hãn vô cùng, làm quan đến Nam trung lang tướng, giám Giang Hạ, Tùy, Nghĩa Dương 3 quận quân sự, Giang Hạ tướng; về sau bị Dữu Lượng lấy việc "nói năng bậy bạ không kiêng dè, câu kết chư tướng muốn dấy binh tạo phản" làm nguyên nhân xử tử.
- Đào Phạm, làm quan đến Quang lộc huân.
- Đào Đại, làm quan đến Tán kị thị lang
- Đào Mậu, làm Vũ Xương thái thú, ông nội của Đào Tiềm.

### Cháu trai
- Đào Trăn, có dũng có mưu, làm quan đến Nam quận thái thú, lĩnh chức Nam Man hiệu úy, giả tiết.
- Đào Dư, em Đào Trăn, dũng cảm thiện chiến, làm Vũ Uy tướng quân, khi giao chiến với Đỗ Thao thụ thương mà chết.

### Cháu nội
- Đào Hoằng, con trai Đào Chiêm, sau khi Đào Hạ bị phế được kế thừa tước vị Trường Sa quận công, làm quan đến Quang lộc huân.
- Đào Đạm, con trai Đào Hạ, rành đạo dưỡng sinh, thích đọc Dịch kinh, thích chiêm bốc.
- Đào Định con trai Đào Kì (旗), được kế thừa tước vị của cha.

### Chắt nội
- Đào Xước Chi, con trai Đào Hoằng, được kế thừa tước vị của cha.
- Đào Tập Chi, con trai Đào Định, được kế thừa tước vị của cha.
- Đào Tiềm, cháu nội Đào Mậu, nhà thơ nổi tiếng nhà Đông Tấn.